# Дванадцять місяців (мультфільм)
«Дванадцять місяців» — радянський мальований мультфільм, створений Іваном Івановим-Вано за мотивами однойменної п'єси Самуїла Маршака, написаної під час німецько-радянської війни в 1942–1943 роках для МХАТу.
Спочатку сама п'єса була поставлена в Московському театрі юного глядача в 1947 році, потім у МХАТі через рік, і нарешті в 1956 році вийшов мультфільм. Він характерний якісною та трудомісткою мальованою мультиплікацією. Це восьмий повнометражний мультфільм студії «Союзмультфільм» (Москва).

## Творці
Головні автори:
- Сценарій: Самуїл Маршак та Микола Ердман
- Режисер-постановник: Іван Іванов-Вано
- Режисер — Михайло Ботов
- Художники-постановники: Олександр Бєляков, Костянтин Карпов, Анатолій Курицин
- Художники-мультиплікатори: Олена Хлудова, Тетяна Федорова, Федір Хитрук, Борис Меєрович, Микола Федоров, Володимир Попов, Костянтин Чикін, Фаїна Єпіфанова, Василь Рябчиков, Володимир Крумін, Лев Попов, Борис Бутаков
- Художники-декоратори: Віра Валер'янова, Олена Танненберг, Ольга Геммерлінг, Костянтин Малишев
- Ескізи та типажі: Анатолій Сазонов
- Оператори: Микола Воїнов, Олена Петрова
- Композитор — Мечислав Вайнберг
- Звукооператор — Микола Прилуцький
- Помічники режисера: В. Свєснікова, Галина Андрєєва, Лідія Сазонова
- Помічник художника: Тетяна Сазонова
- Директор фільму — Натан Бітман

Фільм відновлений на кіностудії імені Горького у 1987 році . Режисер відновлення — Володимир Беренштейн
При відновленні були перезаписані пісні Вовка («Спит под Новый Год…») та 12 місяців ("Гори, гори ясно! . . "), а також частина музики.

## Сюжет
Зима. Королівський палац. У юної королеви тривають заняття. Професор розповідає про пори року і, коли згадує про весняні проліски, Королева заявляє, що хоче негайно їх побачити в себе в палаці. Професор намагається переконати її, що взимку це неможливо, проте Королева видає указ, де обіцяє за кошик квітів такий самий кошик золота. Жадібна Мачуха та її лінива Донька, дізнавшись про королівську нагороду, тут же відправляють Пасербицю в ліс за пролісками.
Дівчинка блукає лісом і випадково виходить на галявину, де навколо багаття сидять дванадцять Братів-Місяців. Пасербиця розповідає їм про своє лихо, і Квітень умовляє братів поступитися йому на годинку, щоб допомогти їй. Січень передає Квітню крижану палицю, що перетворилася на деревце, і на галявині настає весна. Дівчинка набирає кошик пролісків, а Квітень дарує їй чарівну каблучку і просить нікому не розповідати про те, що вона бачила у лісі. Січень просить місяць на небі проводити дівчинку додому, після чого повертає собі палицю, що знову стала крижаною, і закликає хуртовину, щоб приховати шляхи до багаття.
Мачуха з Донькою приходять із пролісками до королівського палацу. Побачивши квіти, примхлива Королева вимагає, щоб їй відразу показали місце, де вони ростуть. Мачусі та Доньці доводиться зізнатися, що за пролісками ходила Пасербиця. Та погоджується знову піти в ліс за квітами, але відмовляється показати те місце, де збирала проліски. Тоді Мачуха посилає свою Доньку стежити за Пасербицею, а Королева зі своєю свитою вирушає за ними. Не отримавши відповіді про те, де все ж таки в зимовому лісі ростуть проліски, норовлива Королева забирає у Пасербиці чарівну каблучку й кидає в сніг. Пасербиця встигає вимовити чарівні слова і біжить слідом за каблучкою. Королева та її оточення прямують за нею, всіх підхоплює завірюха, і вони опиняються на галявині.
І раптом зима чудовим чином змінюється весною, а весна — літом, літо — осінню, і восени знову настає зима. На галявині з'являється Січень і пропонує непроханим гостям виконати їхні бажання. Королева хоче повернутися додому, Професор — щоб пори року як і раніше йшли своєю чергою, Солдат — просто погрітися біля багаття, а Мачуха з Донькою — шуби на собачому хутрі. Січень дає їм шуби, вони починають лаятися і перетворюються на собак. Січень велить Солдату запрягати їх у сани і правити на вогник — там горить багаття.
На галявині біля вогнища зібралися всі Брати Місяці, а з ними — святково вбрана Пасербиця. Лютий дарує їй сани, травень — трійку коней, а березень — бубонці для саней. Королева наказує головній героїні підвезти її до палацу і обіцяє нагородити по-королівськи, але дівчинці не потрібна нагорода. Солдат радить Королеві попросити не по-королівськи, а просто по-людськи. Королева розуміє і просить Пасербицю, і та погоджується. Назад Пасербиця, Королева та Професор повертаються на санях. Місяці бажають їм доброї дороги. Настає ранок та Новий Рік.

## Ролі озвучували
- Георгій Віцин — ворон / глашатай у зеленому / папуга / Лютий
- Людмила Касаткіна — Пасербиця
- Галина Новожилова — королева
- Ераст Гарін — професор
- Леонід Пирогов — глашатай у червоному
- Тетяна Баришева — мачуха
- Юлія Юльська — донька
- Володимир Володін — вовк
- Олексій Грибов — Січень
- Олексій Консовський — Квітень
- Ірина Потоцька — один із літніх місяців
- Григорій Шпігель — садівник

## Українське двоголосе закадрове озвучення
Українською мовою озвучено студією Бескиди у 2006 році. Всі чоловічі ролі озвучив Володимир Ставицький.

## Музика та пісні
Музику до цього мультфільму та його пісням створив і написав Мойсей Вайнберг . Пісні до цього мультфільму випускалися на платівках для дітей московським, апрелєвськими, ленінградським та іншими заводами, з середини 1960-х років фірмою «Мелодія» у збірниках пісень з мультфільмів. Пізніше, пісні вийшли на магнітних стрічках та аудіокасетах «Свема». У 1990-ті роки пісні випускалися різними фірмами (наприклад, Twic Lyrec) на аудіокасетах і компакт-дисках, з 1999 року — на дисках MP3.
У другій половині 1990-х років вийшла аудіоказка за мультфільмом з текстом Олександра Пожарова на аудіокасетах, що випустила фірма «Twic Lyrec».

## Видання на відео
У 1980-х роках мультфільм почав випускатися «Відеопрограмою Держкіно СРСР» на відеокасетах. На початку 1990-х років кінооб'єднання «Великий план» випустило мультфільм на домашніх відеокасетах. У середині 1990-х років він входив до VHS-збірки найкращих радянських мультфільмів (у цій відеокасеті містилися мультфільми казки Олександра Пушкіна « Казка про царя Салтана» (1984), «Казка про мертву царівну і про сім богатирів» (1951), «Казка про попа і наймита його Балду» (1973) та « Казка про золотого півника» (1967)) Studio PRO Video. З 1994 року його також випустили студія «Союз Відео» на VHS-касетах.
У 1999 році мультфільм випустила компанія «Джоув» з іспанськими, французькими та англійськими субтитрами, а через 5 років, у 2004 році, з'явилися його оновлені DVD-версії у широкому продажу.

## Виставки
- У галереї «На Солянці» у Москві відбулася виставка «Коли запалюються ялинки. Шедеври новорічної анімації Росії ХХ століття». В рамках виставки були показані мультфільми «Дванадцять місяців», «Сніговик-поштовик», «Ніч перед Різдвом» та інші чудові фільми.[1]

## Відгуки
У наступних своїх фільмах — «Казка про мертву царівну і про сімох богатирів» (1951) за Пушкіним, «Снігуронька» (1952), повнометражною мальованою картиною за п'єсою Островського, «Дванадцять місяців» (1956) за Маршаком — режисер Іванов-Вано шукав утілення своїх задумів у поєднанні тем, образів, мови, стилю великої літератури з образотворчою та музичною драматургією, що лежить в основі казкової мультиплікаційної фантастики. При цьому важливо відзначити, що гармонійне поєднання трьох потоків — традиційних національно-образотворчих мотивів, класичної музики та літератури — як би помножено на сучасне світосприйняття художника, на громадянськість і гуманізм, що складають основу його творчої позиції.— Асенин С.В.

Протягом кількох десятиліть невпинно розробляє Іванов-Вано чудовий, сяючий і невичерпний пласт слов'янської казки. Казки народної та казки літературної, близької за духом народної… У «Казці про царя Дурандая» ми знаходимо як би спів російської теми Іванова-Вано. Теми, яка так чи інакше не оминула більшість його фільмів. Вона прозвучить у коротенькій «Зимовій казці» — поетичній фантазії, зітканій зі снігу та наївних чарів різдвяного лісу, покладених на музику П. І. Чайковського; блискітками засяє в «Конику-Горбунці», що тріумфально обійшло весь світ; тією чи іншою мірою відобразиться в «Гусях-лебедях», в «Казці про мертву царівну і про сімох богатирів», в «Снігуроньці» та в «Дванадцяти місяцях»…— Абрамова Н.